# Metropolis (Philip Kerr)
Pour les articles homonymes, voir Metropolis.
Metropolis est un roman policier historique de Philip Kerr publié en 2019 à Londres par les éditions Quercus. Paru après la mort de son auteur, le livre relate les débuts de Bernie Gunther. Cette première enquête se situe à Berlin en 1928. Il s'agit du dernier des quatorze volumes mettant en scène ce détective.

## Résumé
En 1928, Bernie Gunther travaille à la préfecture de police de Berlin. Ce vétéran de la Première Guerre mondiale est devenu un policier désabusé dans l'univers glauque de la république de Weimar. En quelques années son travail efficace lui a permis d'intégrer la Kriminalpolizei.
Bientôt, Bernhard Weiss, chef de la Kriminalpolizei, le charge d'enquêter sur le meurtre de quatre supposées prostituées, dossier que les autorités traitent avec indifférence, d'autant que la première de ces victimes est juive. L'intérêt de Bernie pour cette affaire surprend les nazis qu'il côtoie dans son équipe. Les partisans de Hitler commencent en effet à infiltrer « l'Alex », autrement dit le siège de la police sur Alexanderplatz. Mais une autre jeune femme est assassinée. Or elle se trouve être la fille d'un caïd de la pègre, déterminé à traquer le coupable. Et voilà que se produit une nouvelle série d'homicides : des mutilés de guerre disparaissent à leur tour. Ces anciens combattants qui mendient dans les rues de la capitale ressemblent fort à des témoins gênants : ceux d'un passé peu glorieux dont certains voudraient se débarrasser. L'aube ne va pas tarder à se lever sur le Troisième Reich.

## Galerie

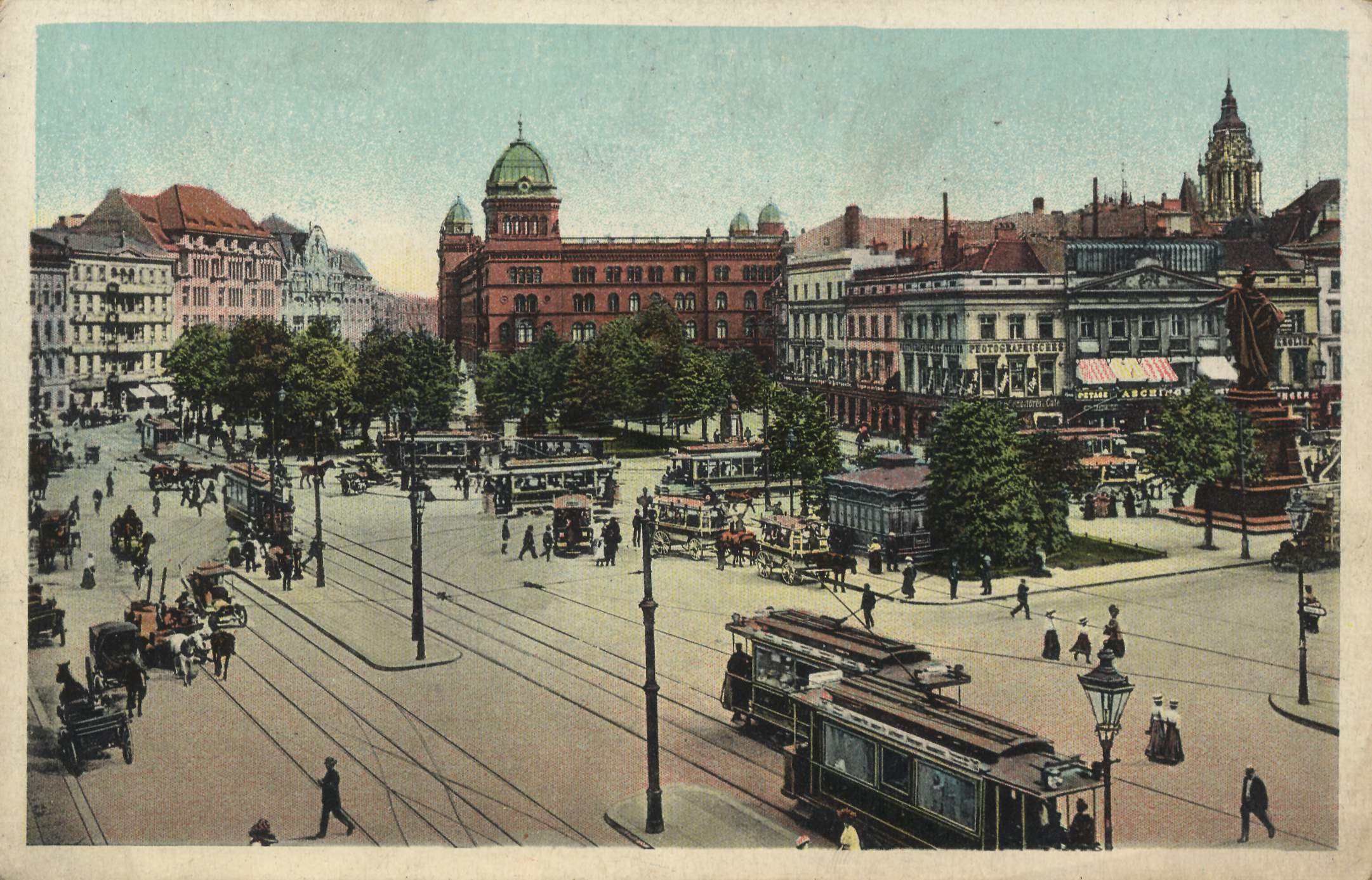
Alexanderplatz avec la préfecture de police en rouge au centre, v. 1900
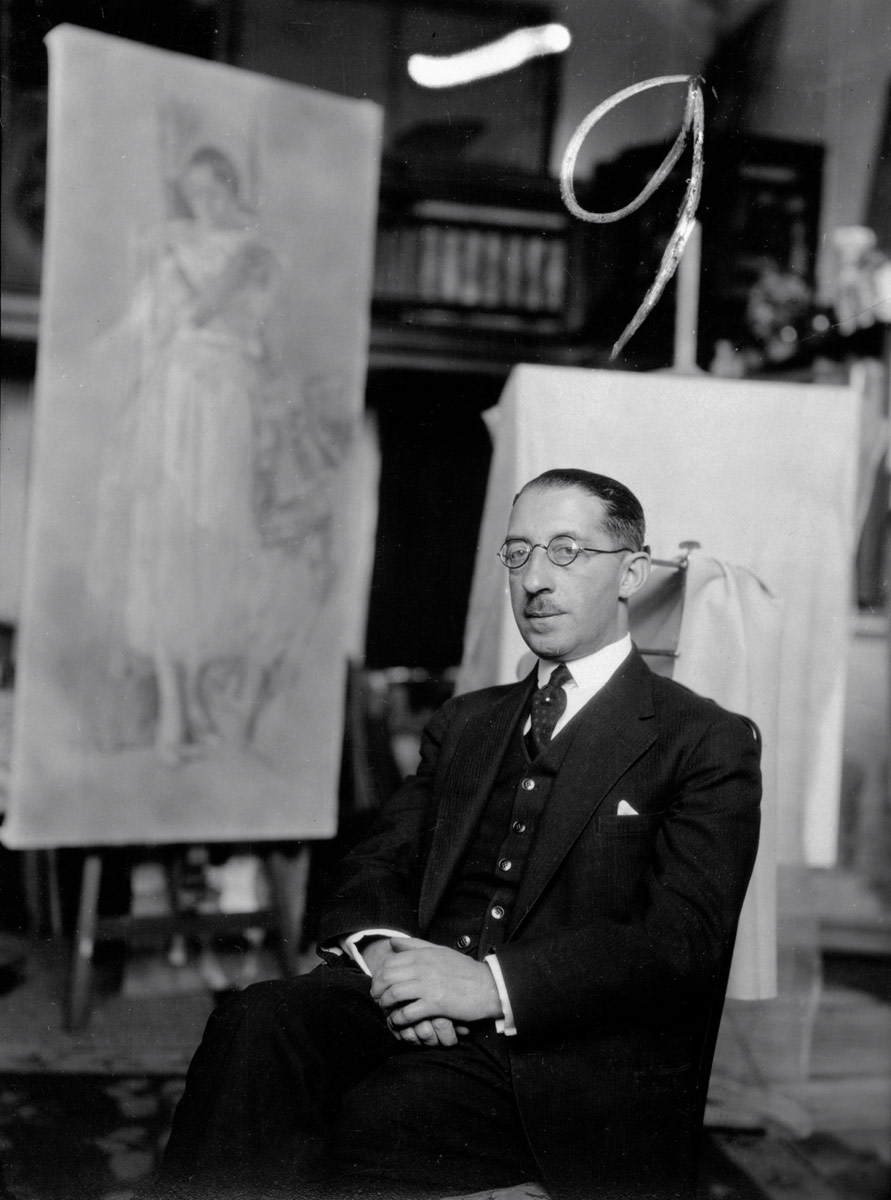
Bernhard Weiss, photographie d'Emil Orlik, années 1920
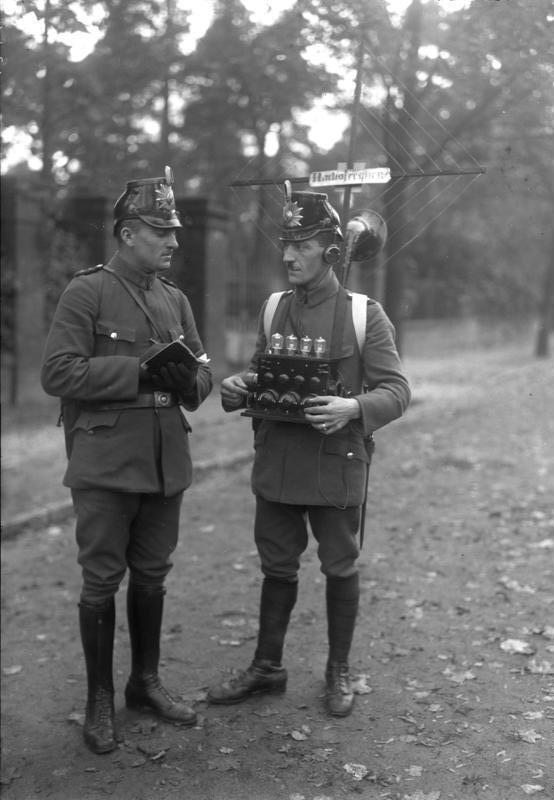
Policiers berlinois équipés d'un radio-émetteur, octobre 1923
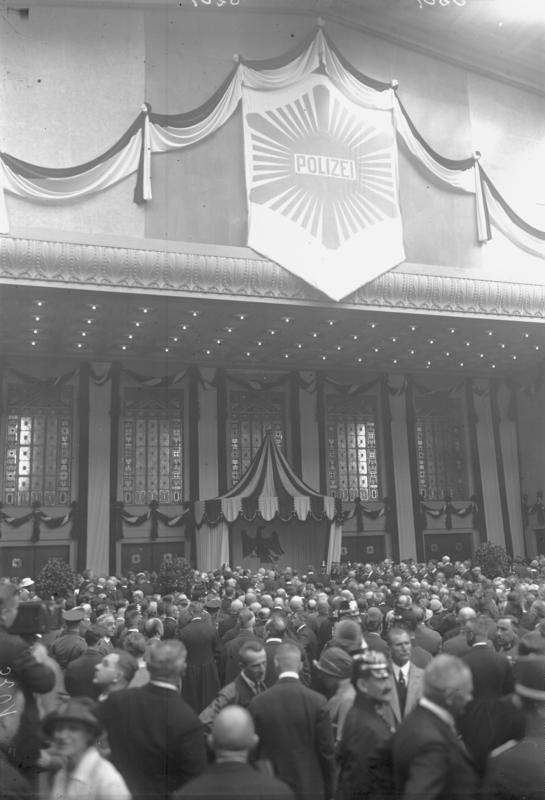
La police de Berlin, exposition internationale, septembre 1926